# La lanterna cieca
La lanterna cieca è un film muto italiano del 1921 diretto e scritto da Alessandro De Stefani.